# Ernst Rabich
Ernst Rabich   (Herda, 5 de maig de 1856 - Gotha, 1 de febrer de 1933), fou un compositor musical alemany.
Estudià a Dresden i després fou nomenat mestre de música del Seminari de la mateixa ciutat, organista de la cort i director de diverses societats corals. El 1897 s'encarregà de la direcció de les Blätter Haus und Kirchemusik fins al 1915. I pels mateixos anys dirigia, el Musikalisches Magazin.
Entre les seves obres hi figuren una col·lecció de motets, Psalter und Harfe ' Die Martinswand, i una col·lecció de cors per a homes, Thuringer Liederkranz.